# L1551 IRS 5
L1551 IRS 5 est une enveloppe protostellaire entourant un système binaire protostellaire de la constellation du Taureau, à 450 années-lumière de la Terre. Le système binaire lui-même est appelé L1551 NE. C'est l'une des 100 plus grandes étoiles de Jim Kaler (en).